# Гамелстад
Гамелстад (на шведски: Gammelstad) е град в североизточната част на Швеция, лен Норботен, община Люлео. Разположен е около левия бряг на устието на река Люлеелвен по западния бряг на Ботническия залив. На 5 km на югоизток по брега на устието е общинския център Люлео. Намира се на около 700 km на североизток от столицата Стокхолм. Има малко пристанище и жп гара. Църковният квартал на Гамелстад е в Списъка на световното културно и природно наследство на ЮНЕСКО. Населението на града е 4952 жители, по приблизителна оценка от декември 2017 г.